# Deltentosteus collonianus
Deltentosteus collonianus es una especie de peces de la familia de los Gobiidae en el orden de los Perciformes.

## Morfología
Los machos pueden llegar a alcanzar los 7 cm de longitud total.

## Hábitat
Es un pez de mar y, de clima templado y demersal.

## Distribución geográfica
Se encuentra en el Atlántico oriental y en el Mediterráneo: las costas  europeas desde el suroeste de Portugal hasta el Mar Adriático. 

## Observaciones
Es inofensivo para los humanos. 